# Demo Anthology
Demo Anthology ist eine 2007 veröffentlichte Sammlung von Demoversionen, die von der US-amerikanischen Rockband Winger für die Vorbereitung ihrer Alben Winger, In the Heart of the Young und Pull aufgenommen wurden. Neben den Demos später auf den Alben veröffentlichter Lieder enthält Demo Anthology auch mehrere Outtakes, also Lieder, die nicht Bestandteil des jeweiligen Musikalbums geworden sind.

## Hintergrund
Nachdem zahlreiche Winger-Demos aus den verschiedensten Quellen im Internet aufgetaucht waren, entschied sich Bandgründer Kip Winger, alle in seinem Besitz befindlichen Demoaufnahmen auf CD zu veröffentlichen. Zu der Zeit, als die einzelnen Songs entstanden, wies eine Demoaufnahme in Wingers Augen einen Qualitätsmangel auf: Die Musiker waren der Ansicht, dass die technische Ausrüstung (Verstärker, Aufnahmegeräte) nicht gut genug waren, um einer professionellen Aufnahme nahezukommen, sodass alle Titel im Studio neu aufgenommen wurden. Im Wesentlichen wurden also bereits bestehende Titel mit anderer technischer Ausstattung neu aufgenommen.
Die Demos des ersten Albums wurden in einem Bürogebäude in New York City aufgenommen, alle Titel entstanden innerhalb von sechs Monaten und wurden von Reb Beach und Kip Winger geschrieben. Zur Vorbereitung auf das zweite Album mietete Sänger und Bassist Kip Winger ein Haus in Los Angeles, in dem die gesamte Band an ersten Demos arbeitete. Der Titel Miles Away, der von Paul Taylor geschrieben worden war und als eine der Singles aus dem Album In the Heart of the Young ausgekoppelt wurde und Platz 12 in den USA und Platz 56 in Großbritannien erreichte, war schon 1986 entstanden und von Taylor, Kip Winger und dem damaligen Alice-Cooper-Schlagzeuger Ken Mary als Demo aufgenommen worden.
Auf Demo Anthology fehlen die Demos mancher Stücke, die aber auf einem der Alben veröffentlicht worden waren, zum Beispiel das Demo zu Without the Night vom Album Winger. Diese Tatsache ist darin begründet, dass Kip Winger über diese Demos nicht verfügt. In diesem Fall ist der jeweilige Song während der eigentlichen Aufnahmearbeit zum jeweiligen Album im Studio entstanden, sodass dazu kein Demo existiert.

## Titelliste

### Disc 1
1. "Madalaine" – 4:20
2. "Hungry" – 4:08
3. "Seventeen" – 3:54
4. "State of Emergency" – 3:04
5. "Time to Surrender" – 4:14
6. "Hangin' On" – 3:21
7. "Headed for a Heartbreak" – 4:39
8. "Only Love" – 3:29 *
9. "Can't Get Enuff" – 3:47
10. "Loosen Up" – 3:39
11. "Miles Away" – 4:04
12. "Easy Come Easy Go" – 3:26
13. "Rainbow in the Rose" – 5:17
14. "In the Day We'll Never See" – 3:29
15. "Under One Condition" – 4:31
16. "Little Dirty Blonde" – 3:39
17. "Star Tripper" – 3:37 *
18. "You Are the Saint, I Am the Sinner" – 3:19
19. "In the Heart of the Young" – 3:42

### Disc 2
1. "All I Ever Wanted" – 3:30
2. "Skin Tight" – 3:00 *
3. "Someday Someway" – 4:15 *
4. "Never" – 4:52
5. "Blind Revolution Mad" – 5:47
6. "Down Incognito" – 3:56
7. "Spell I'm Under" – 3:42
8. "Hour of Need" – 3:59 *
9. "Junk Yard Dog" – 6:53
10. "The Lucky One" – 4:55
11. "Like a Ritual" – 4:42
12. "In for the Kill" – 4:35
13. "No Man's Land" – 3:30
14. "Who's the One" – 4:53
15. "Written in the Wind" – 4:24 *
16. "Until There Was You" – 3:29 *
17. "Without Warning" – 3:16 *
18. "Give Me More" – 3:21 *
19. "Just Another Face" – (Bonustrack der japanischen Ausgabe) *

- * bisher unveröffentlichte Titel

## Rezeption
„Franks Lieblingsposer haben in ihren Archiven gewühlt und alle 36 Demosongs, die im Zuge der Millionenseller „Winger“ (1988), „In The Heart Of The Young“ (1990) und „Pull“ (1993) aufgenommen wurden, auf dieser Doppel-CD vereinigt. Dass diese Sammlung nur für Fans gedacht ist, die mal nachvollziehen wollen, wie sich die Stücke im Studio (weiter)entwickelt haben, versteht sich von selbst. Neben Sleaze-Smashern wie ´Madelaine´, ´Hungry´, ´Headed For A Heartbreak´, ´Seventeen´. ´Easy Come Easy Go´, ´Can´t Get Enuff´ oder ´Miles Away´ gibt´s zusätzlich noch zehn (gar nicht mal schlechte) Songs zu entdecken, die es damals nicht auf die regulären Veröffentlichungen geschafft haben. Auch wenn einige der Demos in Fankreisen bereits bekannt sein dürften, ist das hier eine amtliche Zusammenstellung geworden.“